# مخزن لیپنو
مخزن لیپنو (به لاتین: Lipno Reservoir) یک مخزن سد در جمهوری چک است که در تشرنا ف پوشوماوی واقع شده‌است.